# San Giorgio Ionico
San Giorgio Ionico ist eine süditalienische Gemeinde (comune) mit 14.062 Einwohnern (Stand 31. Dezember 2023) in der Provinz Tarent in Apulien. Die Gemeinde liegt im nördlichen Salento, etwa 10 Kilometer östlich von Tarent.

## Geschichte
Die Anfänge des Ortes liegen in der vorchristlichen Zeit. Siedlungsreste aus dem 3. Jahrhundert vor Christus deuten auf eine Nekropole hin. Der Ursprung des heutigen Ortes ist im Mittelalter zu suchen, als Flüchtende aus Tarent hier Zuflucht vor den Sarazenen suchten. Erstmals urkundlich erwähnt wurde der Ort allerdings erst 1522; vermutlich waren bereits 100 Jahre vorher albanische Siedler unter dem Eindruck von Skanderbeg hierher gelangt.

## Verkehr
Durch den Ort führt die Staatsstraße 7 von Tarent nach Grottaglie (dabei handelt es sich um den letzten Abschnitt der Via Appia) bzw. als Staatsstraße 7 ter nach Manduria. Ferner führt die Strada Statale 603 nach Francavilla Fontana.

## Söhne und Töchter
- Giuseppe Russo (* 1966), römisch-katholischer Bischof von Altamura-Gravina-Acquaviva delle Fonti